# Pichia garciniae
Pichia garciniae är en svampart som beskrevs av Bhadra & Shivaji 2008. Pichia garciniae ingår i släktet Pichia och familjen Pichiaceae.   Inga underarter finns listade i Catalogue of Life.